# Rudas László
Rudas László (szül. Róth Adolf) (Sárvár, 1885. február 21. – Budapest, 1950. április 29.) Kossuth-díjas, magyar marxista–leninista filozófus, politikus, újságíró, egyetemi tanár, az MTA tagja.

## Élete
Szegény bádogos család legkisebb, tizedik gyermekeként született. Apja, Róth Vilmos részt vett az Országház építésében is, amiről munkavégzés közben egyszer lezuhant. Az esést ugyan túlélte, de munkaképességét elvesztette. Ennek ellenére mindegyik fiukat (vagyis a tízből hetet) igyekeztek taníttatni. Ármin nevű bátyjából orvos lett, őt követve magyarosította vezetéknevét Rudasra, keresztnevét pedig Lászlóra.
Középiskolai és egyetemi tanulmányait már saját erejéből végezte; a budapesti Királyi Magyar Tudományegyetemen szerzett latin és magyar, valamint filozófia szakos tanári és bölcsészdoktori oklevelet. A Szabó Ervin kezdeményezte baloldali diákok Művelődési Köréhez csatlakozott (amit bátyjai is látogattak) 1904-ben. 1905-ben belépett a Magyarországi Szociáldemokrata Pártba és a Népszava munkatársa lett. 1907–1908-ban Párizsban járt, s útja során kezdett komolyabban is politikával foglalkozni. Nézeteivel az MSZDP belső ellenzékéhez tartozott, és részt vett a Marx Károly Társaság alapításában is, amiért 1907-ben kizárták a pártból és elbocsátották a Népszavától is. 1918. január 4-én Budapesten házasságot kötött Bloch Terézia zenetanárnővel, Bloch Artúr és Spitzer Leonóra lányával.
1918 végén egyike volt azoknak a magyarországi baloldali szocialistáknak, akik felismerték egy önálló forradalmi munkáspárt megteremtésének szükségességét. November 24-én a KMP egyik alapítója, a párt első Központi Bizottságának tagja, valamint a Vörös Ujság főszerkesztője lett. 1919 tavaszán a KMP Mészáros Gáborral együtt őt küldte Moszkvába a III. Kommunista Internacionálé alakuló kongresszusára, ahol még Leninnel is tárgyalhatott. Távollétében beválasztották a IX. kerületi tanácsba, amely beválasztotta a budapesti tanácsba, amely többek között őt is delegálta a Tanácsok Országos Gyűlésébe, ahol a külügyi és alkotmányozó bizottságba is beválasztották. 1919-ben az ő fordításában jelent meg Lenin Állam és forradalom című műve.
A tanácshatalom bukása után egy darabig Budapesten bujkált, majd Bécsbe szökött. Ott részt vett a KMP újjászervezésében, megfordult Olaszországban és Németországban, majd letartóztatták, és internálták. 1922-ben a Szovjetunióba költözött, ahol kezdetben a Nyugati Népek Egyetemének magyar és német szakán tanított. 1925 májusától egy évig a Komintern Végrehajtó Bizottsága apparátusában tevékenykedett. Ezután a Nemzetközi Lenin Iskola, majd annak újjászervezése után a Marx–Engels–Lenin Intézet munkatársa volt. A Szovjetunióban elnyerte a tudományok doktora fokozatot. A második világháború alatt 1943–44-ben a magyar hadifoglyok közül önként jelentkezettek ideológiai képzését, felkészítését a krasznogorszki antifasiszta iskolában Andics Erzsébettel és Fazekas Erzsébettel (Gerő Ernő feleségével) együtt végezte. 1945-ben hazatért, és az MKP Központi Pártiskolájának igazgatója lett. Április 2-án beválasztották az Ideiglenes Nemzetgyűlésbe. Ezután az 1945-ös és az 1947-es választásokon is az MKP országos listájáról szerzett mandátumot.
Elméletei, írásai ekkoriban kezdtek egyre nagyobb súlyt kapni a párton belül. Bekerült az oktatási tanácsba, majd az elméleti kérdésekkel és a népi demokrácia értelmezésével foglalkozó legfelsőbb tanácsba is, míg a párt másik két nagy gondolkodója, Lukács György és Fogarasi Béla nem. 1948-ban az MKP és az MSZDP egyesítéséből létrejött MDP KV tagjává választották. A Rákosi-féle keményvonalas sztálinista fordulatot támogatta, s felkérésre kritizálta a marxi–lenini ideológia reprezentánsának számító Lukács Györgyöt.
Lefordította Marx, Engels, Lenin több művét. Már betegsége tudatában látott neki a Marx Károly Közgazdaságtudományi Egyetem megszervezésének, aminek egyik alapító-professzora lett; a társadalomtudományi tanszék élére került, majd 1948. október 19-én ő lett az egyetem első rektora. 1949-ben az MTA rendes tagja lett, ugyanebben az évben Kossuth-díjat kapott. Ekkorra már a dogmatikus marxizmus–leninizmus legjelentősebb képviselőjévé nőtte ki magát. 1950. március 1-jén még megerősítették rektori székében, de érdemi munkát egyre súlyosbodó betegsége miatt már nem tudott kifejteni; április 29-én érte a halál.

## Művei
- Hűbéruralom. Galilei füzetek (17/18.). Haladás, Budapest. 1914

## Emlékezete
- A terézvárosi Podmaniczky utca négy évtizeden át a nevét viselte.
- Faludy György: Egy bizánci teológus temetésén

## Külső hivatkozások
- Budapest Főváros Levéltára